# Vithuvad duva
Vithuvad duva (Columba leucomela) är en fågel i familjen duvor inom ordningen duvfåglar.

## Utseende och läte
Vithuvad duva är en stor duva med vitt på huvud och kropp (ungfågeln och honan dock mera rökgrå) samt svartaktiga vingar och stjärt. Ögat är rött, liksom ögonringen, och näbben ljus med röd näbbrot. 

## Utbredning och systematik
Vithuvad duva förekommer i kusttrakter och på skogbeklädda öar i östra Australien. Den behandlas som monotypisk, det vill säga att den inte delas in i några underarter.

## Levnadssätt
Vithuvad duva hittas i fuktigare kustbelägna skogar. Den livnär sig på frukt och ses ofta sitta på ledningar.

## Status och hot
Arten har ett stort utbredningsområde och tros öka i antal. Internationella naturvårdsunionen IUCN listar den därför som livskraftig (LC).

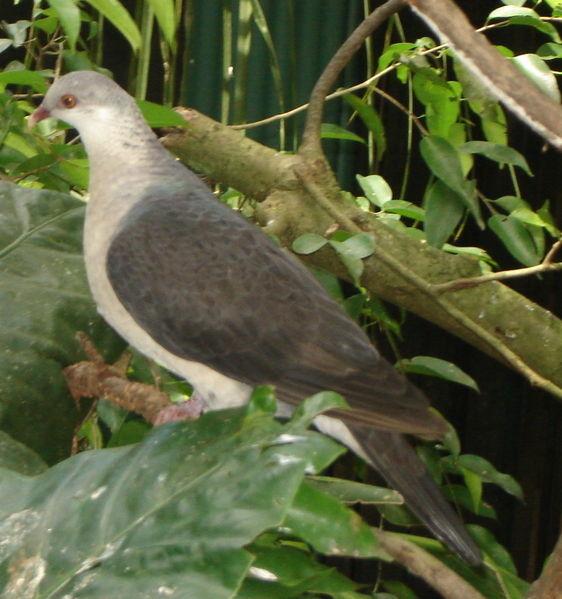